# Brasschaat

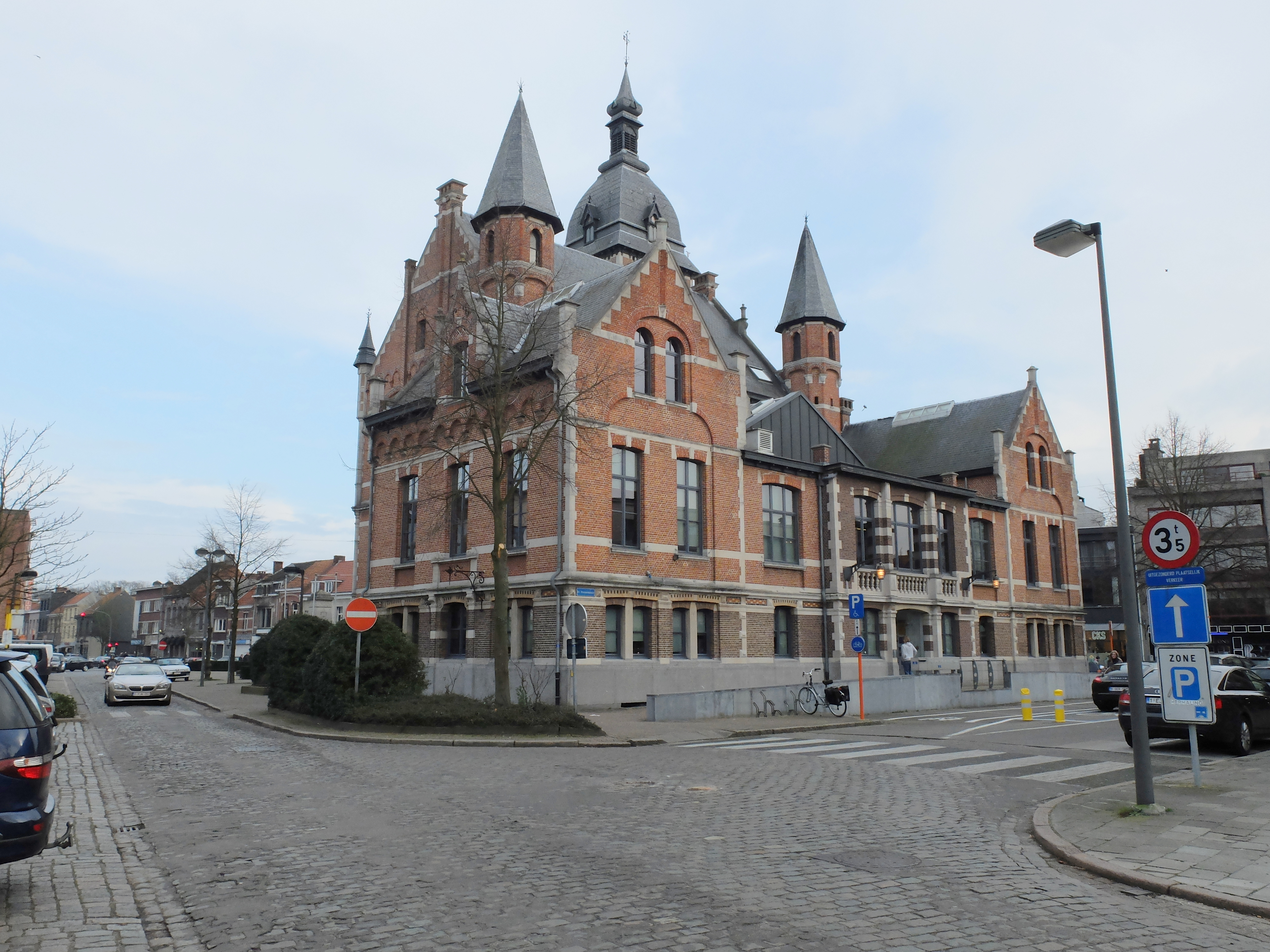
Oud gemeentehuis

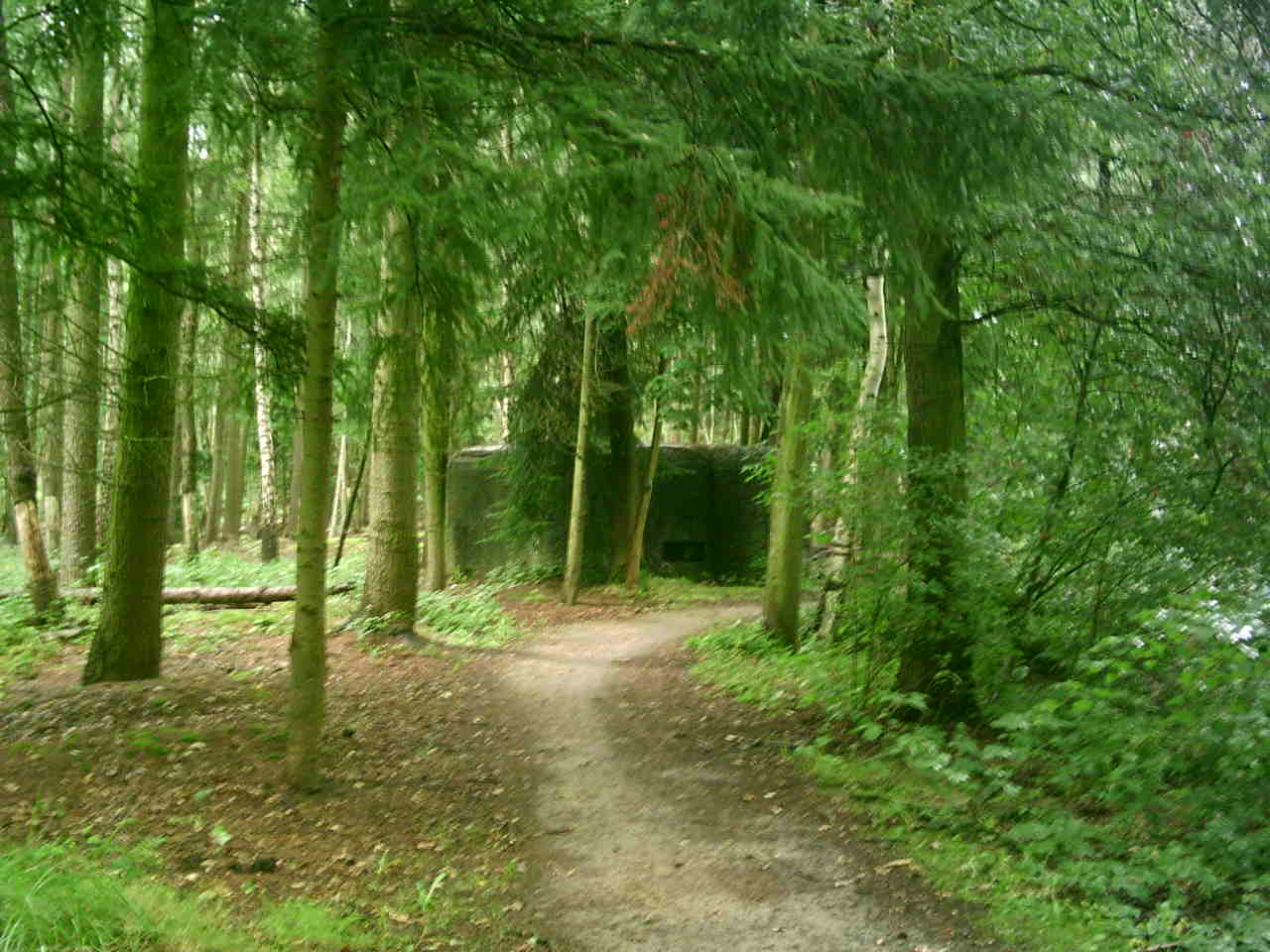
Een bunker naast de antitankgracht.

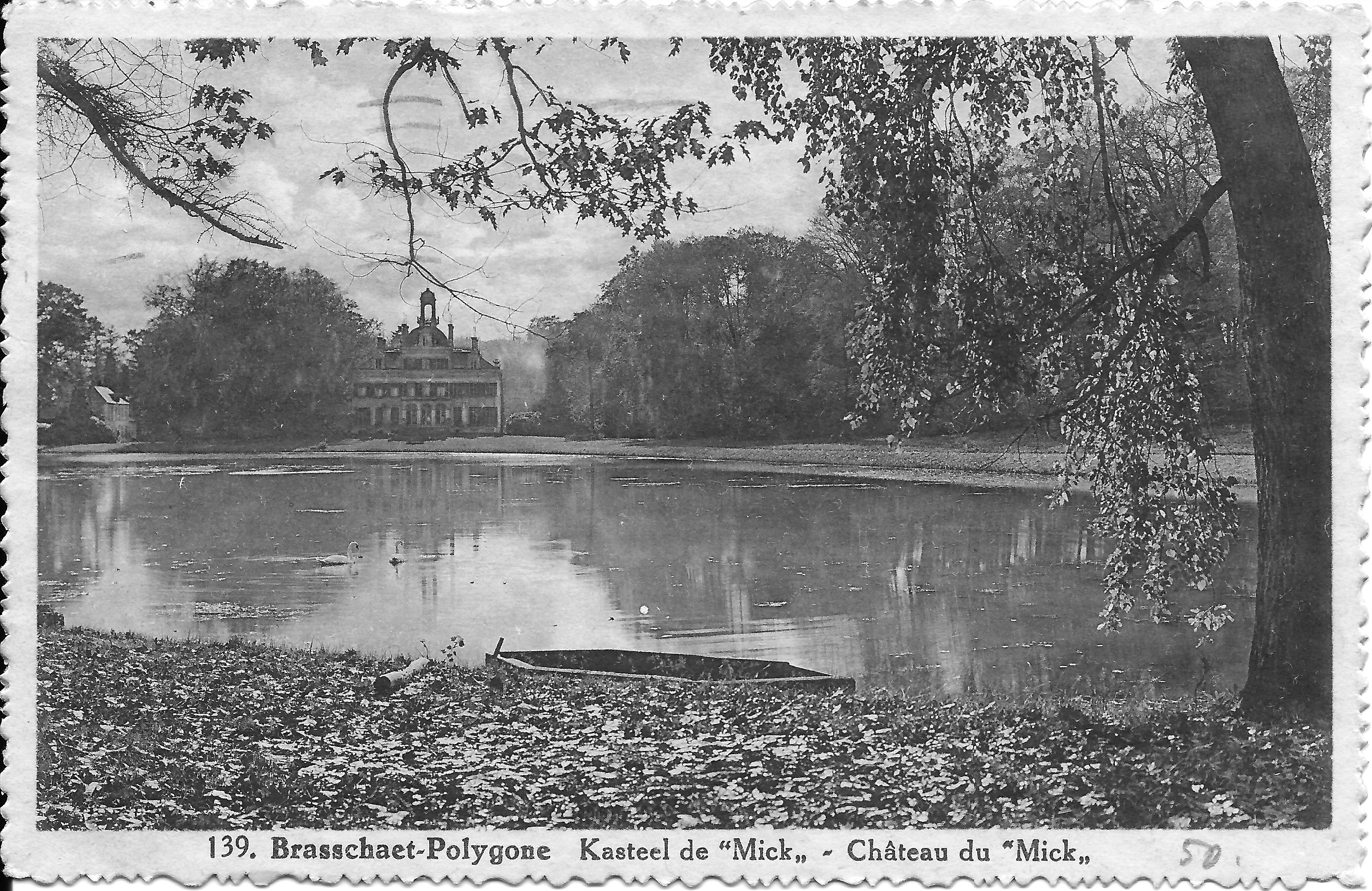
Kasteel de "Mick"

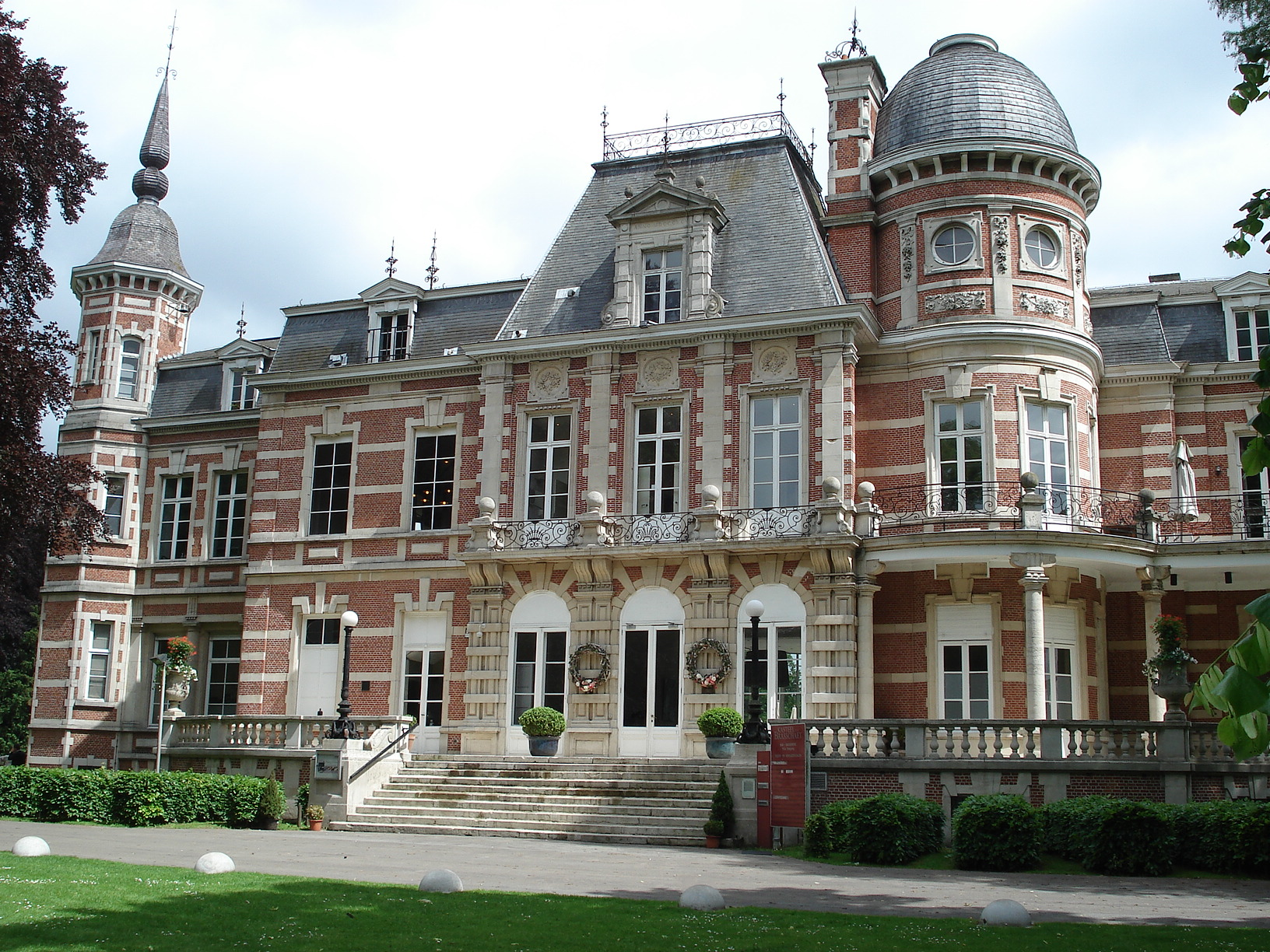
Neoclassicistisch kasteel van Brasschaat (1855-1909).

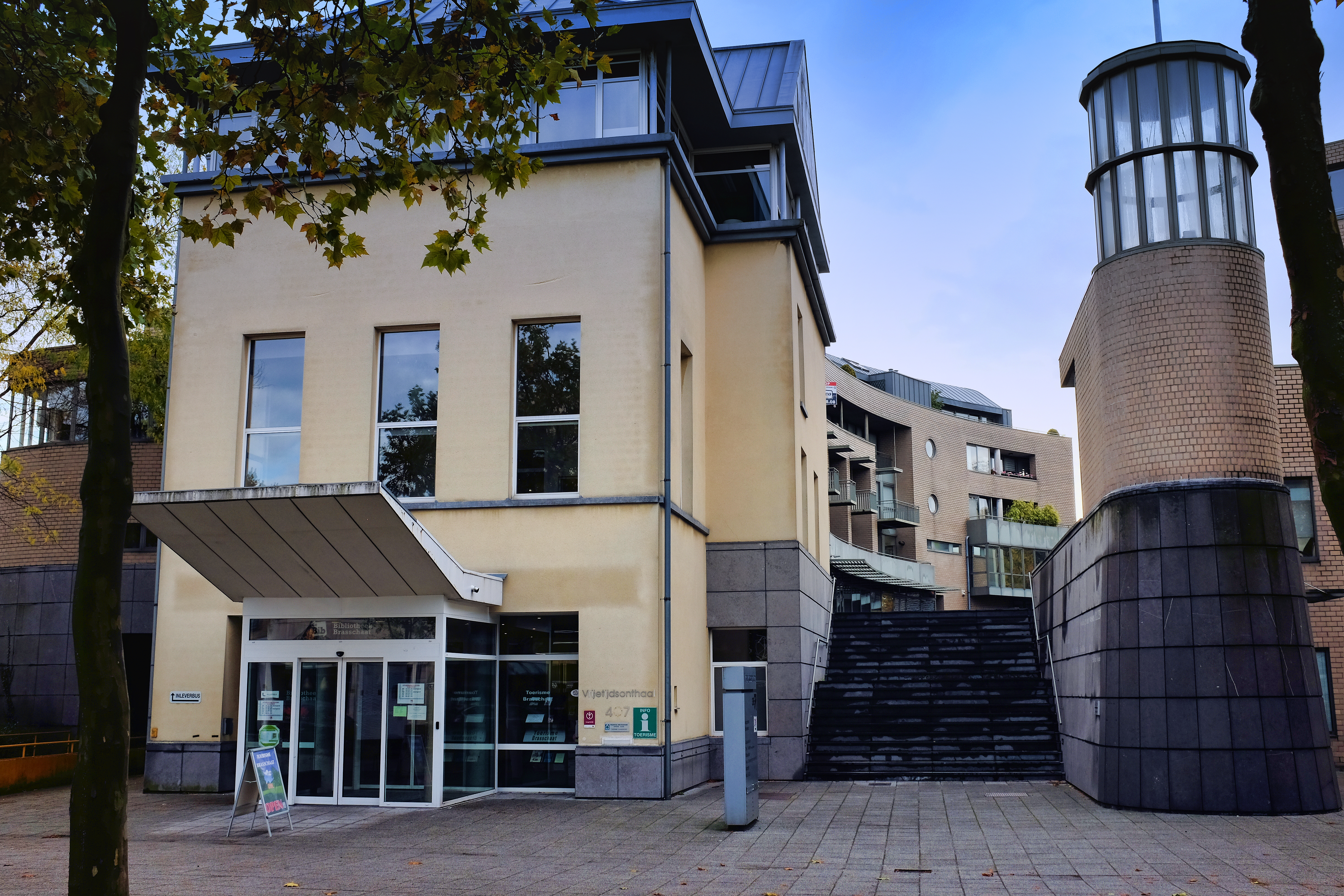
Bibliotheek van Brasschaat op de Bredabaan

Brasschaat is een plaats en gemeente in de Belgische provincie Antwerpen. Brasschaat telt meer dan 38.000 inwoners.
Brasschaat is de hoofdplaats van het gerechtelijk kanton Brasschaat en behoort tot het kieskanton Kapellen. Patroonheilige van Brasschaat is de heilige Antonius Abt.

## Geschiedenis
De geschiedenis van Brasschaat begint al heel vroeg. Waarschijnlijk hadden de Kelten er al nederzettingen. Later werd de Kempen samen met Brasschaat ingenomen door de Romeinen. Na archeologisch onderzoek is gebleken dat de Miksebaan (van Ekeren naar Brecht) waarschijnlijk vroeger een Romeinse heirbaan was. De eerste lettergreep van Brasschaat, Bras- verwijst naar Brecht en de tweede lettergreep -schaat verwijst naar gate wat weg betekent. De Laarse Beek, nu nog de grens met Schoten, was de vanuit de Romeinse tijd daterende grens tussen Germania Inferior en Belgica Secunda en later in de middeleeuwen de grens tussen het bisdom Luik (Germania Inferior) en het bisdom Kamerijk (Belgica Secunda).
Na het ancien régime behoorde Brasschaat tot de gemeente Ekeren, het werd een eigen gemeente op 1 januari 1830.
In 1903 werd het gemeentehuis gebouwd naar een ontwerp van architect Ferdinand Truyman. Het gebouw deed dienst als gemeentehuis tot in 2018 de administratieve diensten verhuisden naar een nieuwbouw aan de Verhoevenlei.
Op 18 november 1913 werd in een oorkonde het wapen van Brasschaat beschreven: In rood, een zilveren zalm, recht gelegd, vergezeld in het hoofd van twee ruiten vn't zelfde, alles omringd van acht zoomsgewijze geplaatste Sintandrieskruisen, insgelijks van zilver: het schild links gehouden door een Sint-Antonius aan de voet van de heremijt liggende, insgelijks links, een geklokt varken, alles van zilver. De zalm op het schild verwijst naar het feit dat deze vis tot het begin van de twintigste eeuw in de Laarse Beek zwom.

### Militair verleden
Brasschaat heeft een rijk militair verleden waar nu nog altijd sporen van te zien zijn: de antitankgracht, het Fort van Brasschaat, het Kamp van Brasschaat, het Klein en het Groot Schietveld, en vele bunkers.
Rond 1912 werden in het noorden van de gemeente het Fort van Brasschaat en de Schans van Driehoek gebouwd, als onderdeel van de Stelling van Antwerpen. Het fort werd later, tussen 1937 en 1939, verbonden met de buurforten in Kapellen en 's-Gravenwezel door de Antitankgracht, om Antwerpen te verdedigen tegen vijandelijke tanks.
Veel van deze militaire infrastructuur heeft tegenwoordig een andere functie gekregen. Het Fort van Brasschaat is een overwinteringsplaats voor vele soorten vleermuizen. Sommige bunkers dienen tegenwoordig ook als overwinteringsplaats voor vleermuizen, terwijl andere dichtgemetseld zijn en vergeten worden.
Op 1 mei 1911 werd in Brasschaat het eerste militaire vliegveld van België aangelegd, ook wel bekend als Brasschaat-Polygoon. Daarvoor, sinds 1887 werd het terrein door de Genie al gebruikt voor ballonobservaties. In 1914 moest het vliegveld ontruimd worden voor de oprukkende Duitse troepen. Tussen de twee wereldoorlogen werd het terrein voornamelijk gebruikt voor oefeningen.

### Tweede Wereldoorlog
De gemeente werd rond 18 mei 1940 bezet door het Duitse leger en bevrijd op 8 september 1944. Op 7 oktober 1944 om 22 uur sloeg een V2-bom in te Brasschaat. Dit was de eerste raketaanval op Belgisch grondgebied.
Minstens vier weerstanders werden naar het Auffanglager van Breendonk gedeporteerd.

### Recente geschiedenis
Na de Tweede Wereldoorlog werd het de thuisbasis van de vliegschool en een observatiesquadron. Na vele reorganisaties werd Brasschaat in mei 2006 als militair vliegveld opgeheven.

### Belangrijke data
- 1251 - eerste keer dat "De Mick" voorkomt in een oorkonde.
- 1269 - eerste keer dat Breesgata voorkomt in een oorkonde.
- 1619 - na de pestepidemie zijn er slechts 29 families over in Brasschaat.
- 1667 - opkomst van de Sint-Antoniusgilde.
- 1830 - Brasschaat is een afzonderlijke gemeente en hoort niet meer bij Ekeren.[1]

## Geografie
De juiste oppervlakte van Brasschaat is 3849 ha, 48 a en 22 ca waarvan ongeveer 2680 ha groen is waaronder 1300 ha bedekt met bossen. 1620 ha is geürbaniseerd. Het hoogteverschil in de gemeente bedraagt 23 meter, het laagste punt ligt op 4 meter, het hoogste op 27 meter (grens Wuustwezel-Brecht).

### Wijken
Brasschaat heeft verschillende wijken, die vaak samen lopen met de parochies. Deze zijn:
- Bethanië
- Centrum
- Vriesdonk (aansluitend bij Donk in Ekeren)
- Driehoek
- Kaart
- Sint-Mariaburg (in de volksmond ook Mariaburg, ligt gedeeltelijk in Ekeren)
- Maria-ter-Heide (in de volksmond ook Polygoon)

### Aangrenzende gemeenten
| Aangrenzende gemeenten | Aangrenzende gemeenten | Aangrenzende gemeenten | Aangrenzende gemeenten | Aangrenzende gemeenten |
| ---------------------- | ---------------------- | ---------------------- | ---------------------- | ---------------------- |
|                        |                        | Wuustwezel             |                        |                        |
|                        |                        |                        |                        |                        |
| Kapellen               | Brecht                 |                        |                        |                        |
|                        |                        |                        |                        |                        |
| Antwerpen              |                        | Schoten                |                        |                        |

## Bezienswaardigheden
- Oorlogsmonument Brasschaat
- Kasteel Torenhof
- Kasteel Mishaegen
- De Sint-Antonius Abtkerk

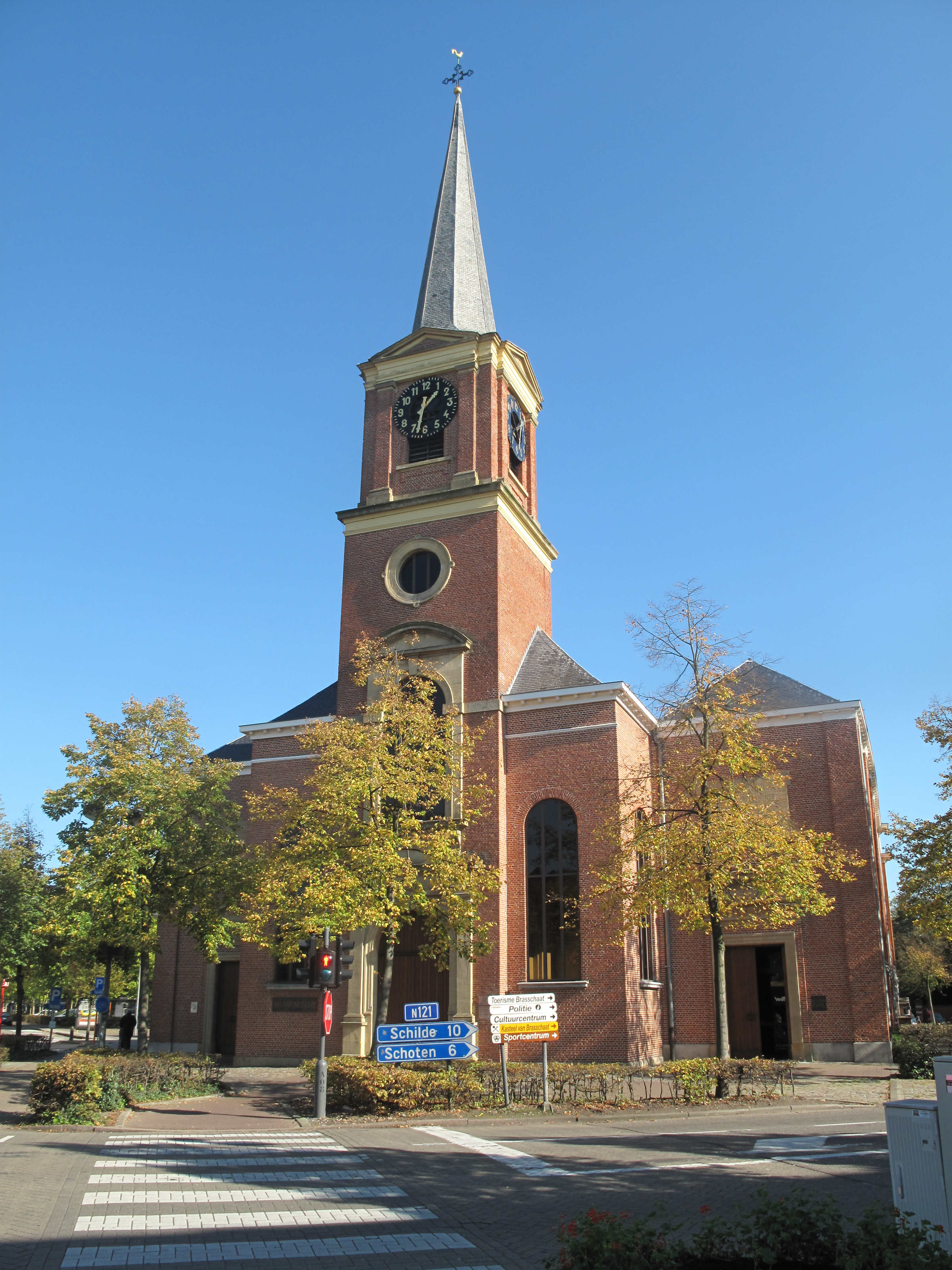
Parochiekerk H. Antonius Abt

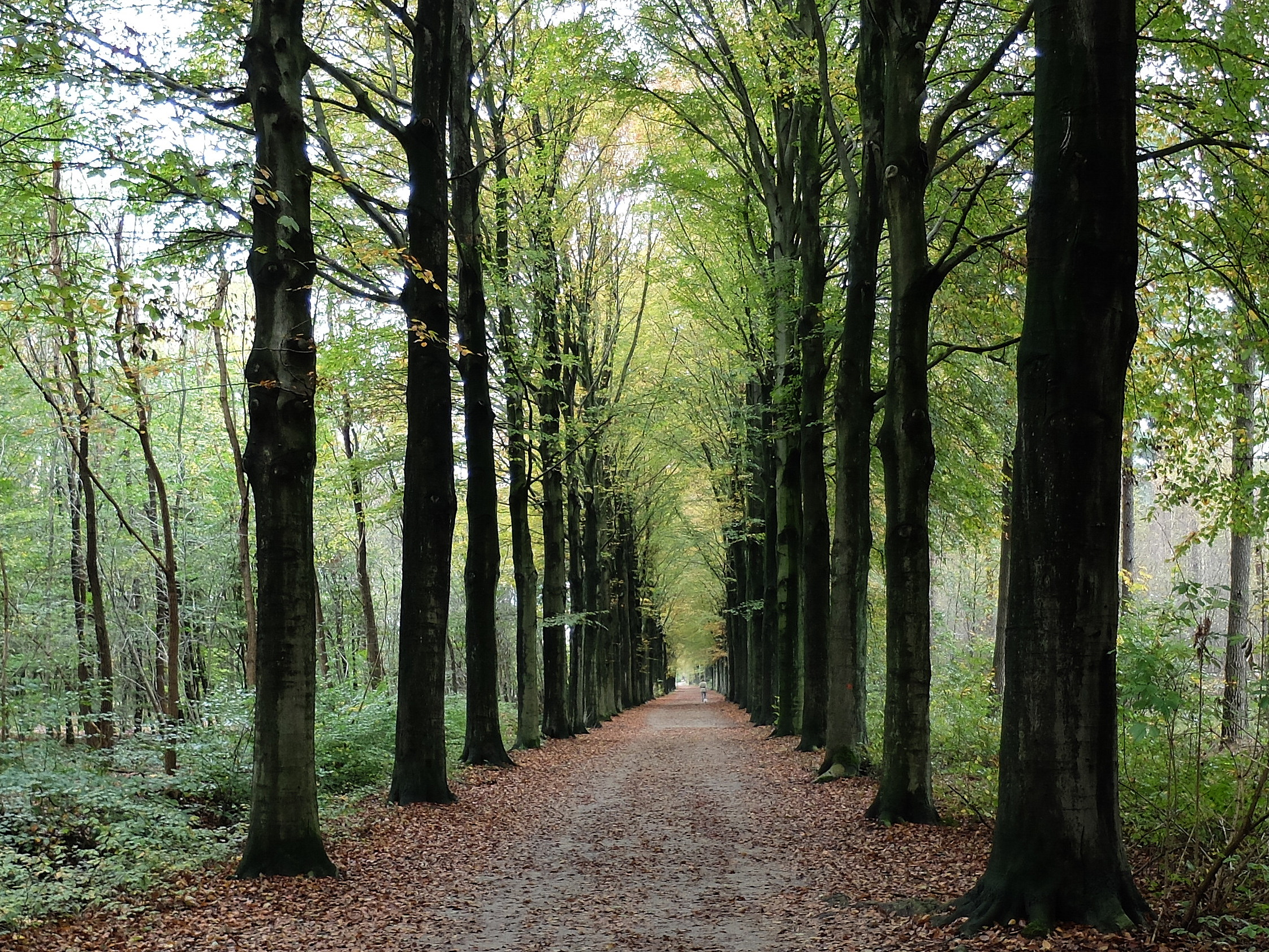
Beukendreef in de Inslag, Brasschaat

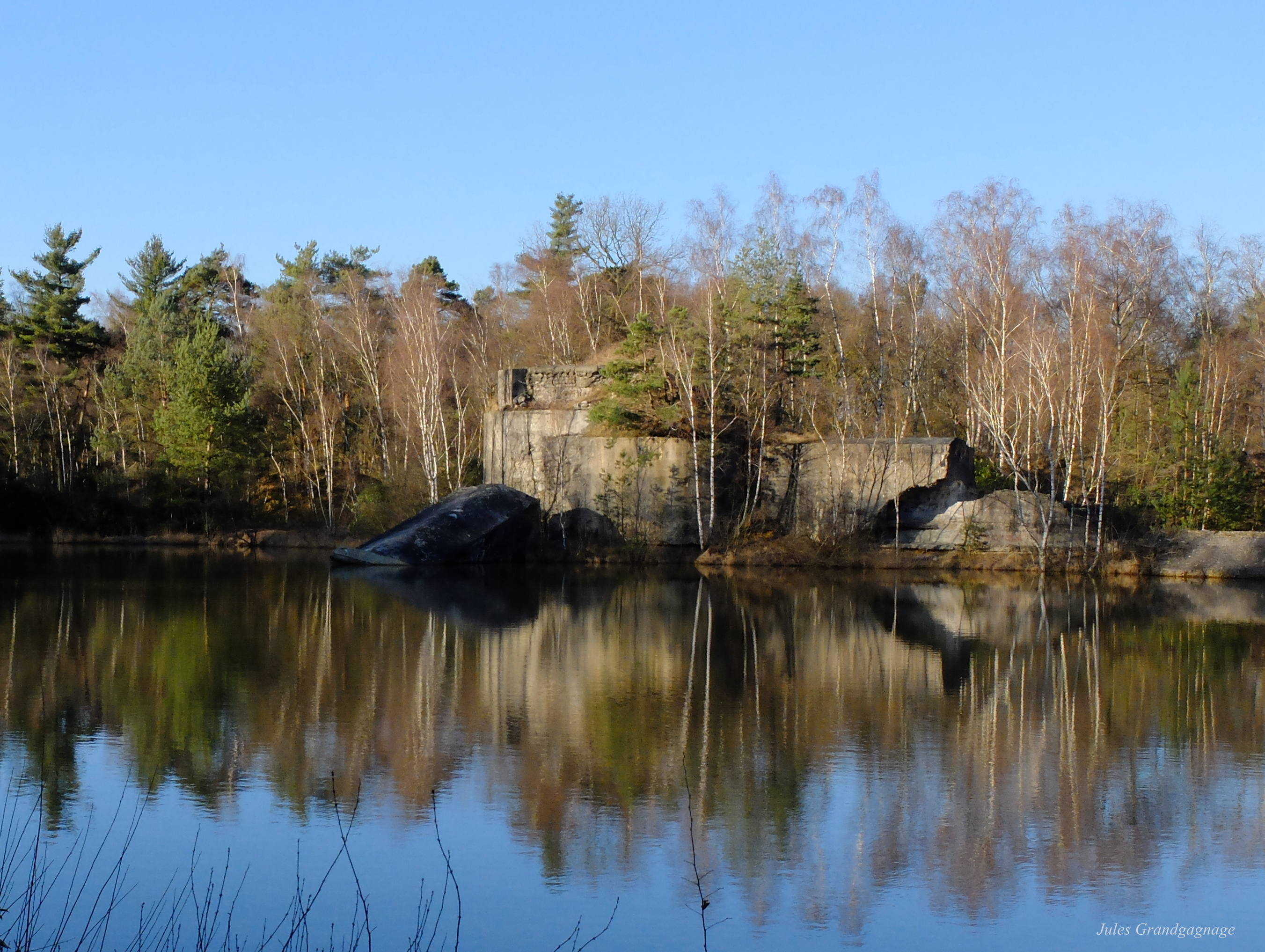
Fort van Brasschaat met de verwoeste linkervleugel

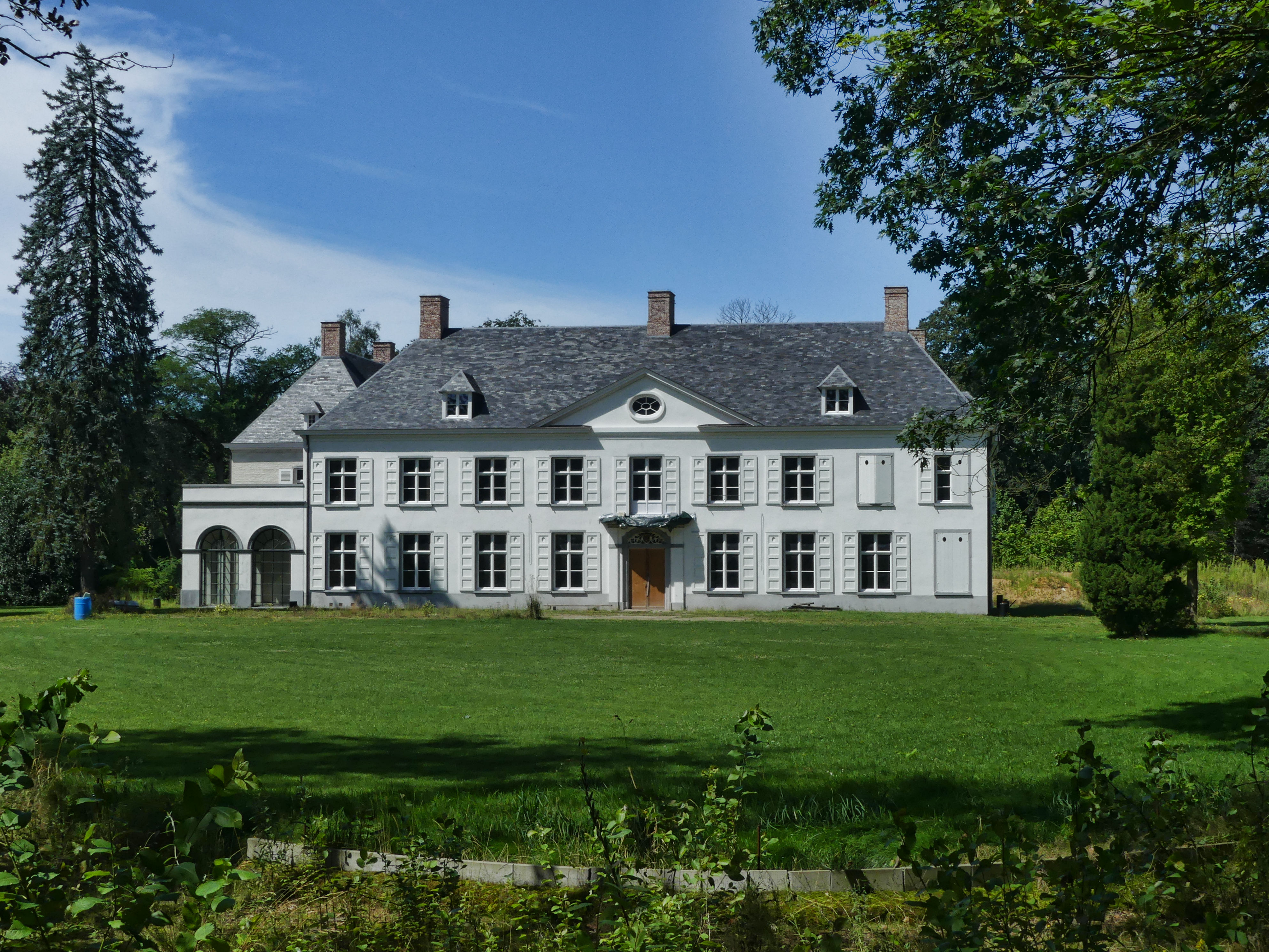
Kasteel Mishaegen in 2016 na de restauratie

- De Sint-Jozefskerk in de wijk Driehoek.
- De Heilige-Familiekerk in de wijk Kaart-Rusthuis.

## Natuur en landschap
Brasschaat ligt in de Noorderkempen in een bosrijke omgeving. Tal van villa's, landgoederen en kasteeltjes zijn er te vinden. Ook kent Brasschaat een aantal parken. Enkele grote en noemenswaardige bossen, natuurgebieden en parken zijn: het Park van Brasschaat, het Klein Schietveld, het Groot Schietveld, De Inslag, De Uitlegger, het Peerdsbos en Domein de Mik.

## Demografie

### Demografische ontwikkeling
- Bronnen:NIS, Opm:1831 tot en met 1981=volkstellingen, 1990 en later= inwonertal op 1 januari

| Inwoners van jaar tot jaar op 1 januari 1992 tot heden | Inwoners van jaar tot jaar op 1 januari 1992 tot heden | Inwoners van jaar tot jaar op 1 januari 1992 tot heden |
| jaar                                                   | Aantal                                                 | Evolutie: 1992=index 100                               |
| ------------------------------------------------------ | ------------------------------------------------------ | ------------------------------------------------------ |
| 1992                                                   | 35.558                                                 | 100,0                                                  |
| 1993                                                   | 36.399                                                 | 102,4                                                  |
| 1994                                                   | 36.497                                                 | 102,6                                                  |
| 1995                                                   | 36.688                                                 | 103,2                                                  |
| 1996                                                   | 36.874                                                 | 103,7                                                  |
| 1997                                                   | 37.065                                                 | 104,2                                                  |
| 1998                                                   | 37.136                                                 | 104,4                                                  |
| 1999                                                   | 37.223                                                 | 104,7                                                  |
| 2000                                                   | 37.138                                                 | 104,4                                                  |
| 2001                                                   | 37.151                                                 | 104,5                                                  |
| 2002                                                   | 37.249                                                 | 104,8                                                  |
| 2003                                                   | 37.183                                                 | 104,6                                                  |
| 2004                                                   | 37.165                                                 | 104,5                                                  |
| 2005                                                   | 37.180                                                 | 104,6                                                  |
| 2006                                                   | 37.282                                                 | 104,8                                                  |
| 2007                                                   | 37.133                                                 | 104,4                                                  |
| 2008                                                   | 37.180                                                 | 104,6                                                  |
| 2009                                                   | 37.014                                                 | 104,1                                                  |
| 2010                                                   | 36.949                                                 | 103,9                                                  |
| 2011                                                   | 37.189                                                 | 104,6                                                  |
| 2012                                                   | 37.301                                                 | 104,9                                                  |
| 2013                                                   | 37.286                                                 | 104,9                                                  |
| 2014                                                   | 37.502                                                 | 105,5                                                  |
| 2015                                                   | 37.480                                                 | 105,4                                                  |
| 2016                                                   | 37.673                                                 | 105,9                                                  |
| 2017                                                   | 37.792                                                 | 106,3                                                  |
| 2018                                                   | 37.850                                                 | 106,4                                                  |
| 2019                                                   | 37.946                                                 | 106,7                                                  |
| 2020                                                   | 38.223                                                 | 107,5                                                  |
| 2021                                                   | 38.211                                                 | 107,5                                                  |
| 2022                                                   | 38.237                                                 | 107,5                                                  |
| 2023                                                   | 38.575                                                 | 108,5                                                  |
| 2024                                                   | 38.470                                                 | 108,2                                                  |
| 2025                                                   | 38.416                                                 | 108,0                                                  |

## Politiek

### Structuur
De gemeente Brasschaat maakt deel uit van het kieskanton Kapellen, gelegen in het provinciedistrict Kapellen, het kiesarrondissement Antwerpen en ten slotte de kieskring Antwerpen.
| Brasschaat       | Brasschaat       | Supranationaal         | Nationaal                         | Nationaal           | Gemeenschap         | Gewest              | Provincie           | Arrondissement  | Provinciedistrict | Kanton          | Gemeente        |
| ---------------- | ---------------- | ---------------------- | --------------------------------- | ------------------- | ------------------- | ------------------- | ------------------- | --------------- | ----------------- | --------------- | --------------- |
| Administratief   | Niveau           | Europese Unie          | België                            | België              | Vlaanderen          | Vlaanderen          | Antwerpen           | Antwerpen       | Antwerpen         | Antwerpen       | Brasschaat      |
| Administratief   | Bestuur          | Europese Commissie     | Belgische regering                | Belgische regering  | Vlaamse regering    | Vlaamse regering    | Deputatie           | Deputatie       | Deputatie         | Deputatie       | Gemeentebestuur |
| Administratief   | Raad             | Europees Parlement     | Kamer van volksvertegenwoordigers | Vlaams Parlement    | Vlaams Parlement    | Vlaams Parlement    | Provincieraad       | Provincieraad   | Provincieraad     | Provincieraad   | Gemeenteraad    |
| Kiesomschrijving | Kiesomschrijving | Nederlands Kiescollege | Kieskring Antwerpen               | Kieskring Antwerpen | Kieskring Antwerpen | Kieskring Antwerpen | Kieskring Antwerpen | Antwerpen       | Kapellen          | Kapellen        | Brasschaat      |
| Verkiezing       | Verkiezing       | Europese               | Federale                          | Federale            | Vlaamse             | Vlaamse             | Provincieraads-     | Provincieraads- | Provincieraads-   | Provincieraads- | Gemeenteraads-  |

### Gemeentebestuur
| College van burgemeester en schepenen | College van burgemeester en schepenen |
| ------------------------------------- | --- |
| Burgemeester                          | Jan Jambon (N-VA) |
| Schepenen                             | 1. Adinda Van Gerven (N-VA) 2. Philip Cools (N-VA) 3. Bruno Heirman (N-VA) 4. Bart Brughmans (CD&V) 5. Inez Ven (N-VA) 6. Carla Pantens (N-VA) 7. Karina Hans (N-VA) |
| Voorzitter van de gemeenteraad        | Bob Geysen (CD&V) |

### Geschiedenis

#### Lijst van burgemeesters
| Periode | Periode     | Burgemeester                                        |
| ------- | ----------- | --------------------------------------------------- |
|         | 1824 - 1829 | Jan Baptist Aerden                                  |
|         | 1829 - 1848 | Eugène-Charles-Henri van Havre (liberaal-katholiek) |
|         | 1848 - 1850 | Jan Baptist Aerden                                  |
|         | 1850 - 1860 | Adriaan Matthysen                                   |
|         | 1860 - 1865 | Guillaume De Visser                                 |
|         | 1865 - 1872 | Henri François Joseph De Ligne (Lib. Partij)        |
|         | 1872 - 1901 | Armand Reussens (Kath.Partij)                       |
|         | 1902 - 1908 | Ferdinand de Baillet-Latour (Kath.Partij)           |
|         | 1908 - 1924 | Ferdinand du Bois de Nevele (Kath.Partij)           |
|         | 1924 - 1942 | Corneel Jozef Roosens (Kath. Verb.)                 |

| Periode | Periode      | Burgemeester                                   |
| ------- | ------------ | ---------------------------------------------- |
|         | 1942 - 1944  | Hippoliet Paelinckx (VNV, oorlogsburgemeester) |
|         | 1945 - 1951  | Frans Schijnen                                 |
|         | 1951 - 1958  | Jules Velge                                    |
|         | 1959 - 1976  | Leon Hendrickx (GBL, CVP)                      |
|         | 1977 - 2004  | Lode Bertels (CVP / CD&V)                      |
|         | 2004 - 2012  | Dirk de Kort (CD&V)                            |
|         | 2013 - heden | Jan Jambon (N-VA)                              |
|         | 2014 - 2018  | Koen Verberck (N-VA, dienstdoend)              |
|         | 2018 - 2024  | Philip Cools (N-VA, dienstdoend)               |
|         | 2025 - heden | Adinda Van Gerven (N-VA, dienstdoend)          |

#### Resultaten gemeenteraadsverkiezingen sinds 1976
| Partij of kartel     | Partij of kartel                                        | 10-10-1976 | 10-10-1976 | 10-10-1982 | 10-10-1982 | 9-10-1988 | 9-10-1988 | 9-10-1994 | 9-10-1994 | 8-10-2000 | 8-10-2000 | 8-10-2006 | 8-10-2006 | 14-10-2012 | 14-10-2012 | 14-10-2018 | 14-10-2018 | 13-10-2024 | 13-10-2024 |
| Stemmen / Zetels     | Stemmen / Zetels                                        | %          | 29         | %          | 31         | %         | 31        | %         | 33        | %         | 33        | %         | 33        | %          | 33         | %          | 33         | %          | 33         |
| -------------------- | ------------------------------------------------------- | ---------- | ---------- | ---------- | ---------- | --------- | --------- | --------- | --------- | --------- | --------- | --------- | --------- | ---------- | ---------- | ---------- | ---------- | ---------- | ---------- |
|                      | PVDA1 / PVDA+2                                          | -          |            | 1,381      | 0          | -         |           | -         |           | -         |           | 0,792     | 0         | -          |            | 5,01       | 1          | 5,41       | 1          |
|                      | SP1 / sp.a-spirit2 / Brasschaat 2012B                   | 12,791     | 4          | 9,961      | 2          | 8,191     | 2         | 5,441     | 1         | 5,791     | 1         | 12,362    | 4         | 14,82B     | 5          | 11,8B      | 4          | 12,8B      | 4          |
|                      | Agalev1 / Groen!2 / Brasschaat 2012B                    | -          |            | 9,091      | 2          | 11,931    | 3         | 12,511    | 4         | 10,141    | 3         | 7,572     | 2         | 14,82B     | 5          | 11,8B      | 4          | 12,8B      | 4          |
|                      | PVV1 / VGB-PVV2 / VLD3 / Open Vld4 / Lokaal & Liberaal5 | 9,251      | 2          | 23,212     | 8          | 18,051    | 6         | 17,223    | 6         | 22,823    | 8         | 16,313    | 5         | 8,224      | 2          | 9,44       | 2          | 4,85       | 0          |
|                      | CVP1 / CD&V+N-VAA / CD&V2                               | 30,691     | 11         | 44,591     | 16         | 47,291    | 17        | 34,621    | 14        | 29,881    | 11        | 36,88A    | 13        | 26,172     | 9          | 18,22      | 6          | 14,62      | 5          |
|                      | VU1 / IDEE2 / VU&ID3 / CD&V+N-VAA / N-VA4               | 17,171     | 5          | 11,761     | 3          | 7,821     | 2         | 7,472     | 2         | 9,323     | 3         | 36,88A    | 13        | 39,334     | 14         | 44,24      | 17         | 46,24      | 18         |
|                      | Vlaams Blok1 / Vlaams Belang2                           | -          |            | -          |            | 6,731     | 1         | 15,551    | 6         | 20,151    | 7         | 26,102    | 9         | 10,052     | 3          | 11,32      | 3          | 16,22      | 5          |
|                      | A.B.C.                                                  | 14,86      | 4          | -          |            | -         |           | -         |           | -         |           | -         |           | -          |            | -          |            | -          |            |
|                      | Centr. B                                                | 11,28      | 3          | -          |            | -         |           | -         |           | -         |           | -         |           | -          |            | -          |            | -          |            |
| Anderen(*)           | Anderen(*)                                              | 3,95       | 0          | -          |            | -         |           | 7,2       | 0         | 1,9       | 0         | -         |           | 1,41       | 0          | -          |            | -          |            |
| Totaal stemmen       | Totaal stemmen                                          | 18912      | 18912      | 21520      | 21520      | 22613     | 22613     | 23543     | 23543     | 24912     | 24912     | 26116     | 26116     | 25272      | 25272      | 26054      | 26054      | 17488      | 17488      |
| Opkomst %            | Opkomst %                                               |            |            |            |            | 92,56     | 92,56     | 90,47     | 90,47     | 91,63     | 91,63     | 93,55     | 93,55     | 89,50      | 89,50      | 91,3       | 91,3       | 61,1       | 61,1       |
| Blanco en ongeldig % | Blanco en ongeldig %                                    | 4,36       | 4,36       | 4,3        | 4,3        | 3,62      | 3,62      | 4,35      | 4,35      | 2,96      | 2,96      | 3,04      | 3,04      | 2,20       | 2,20       | 2,7        | 2,7        | 0,5        | 0,5        |

De rode cijfers naast de gegevens duiden aan onder welke naam de partijen telkens bij een verkiezing opkwamen.

De zetels van de gevormde meerderheid staan vetjes afgedrukt

(*) 1976: P.B.B. (3,95%) / 1994: Burger (3,73%), W.O.W. (3,13%), AOV (0,34%) / 2000: R.B. (1,9%) / 2012: Brasschatenaren (1,41%)

## Cultuur
Theater Hemelhoeve en het cultureel centrum bevinden zich nabij het Gemeentepark aan de Azalealaan. Het theater biedt 187 plaatsen en de programmatie omvat dans, theater, comedy, muziek, cursussen en voordrachten. De Polygoon in Maria-ter-Heide biedt een podiumzaal en cinemazaal voor diverse vertoningen. In Galerie Van den Weyngaert in het Antverpiagebouw in Mariaburg worden geregeld tentoonstellingen georganiseerd en ook de Sint Jozefskapel aan de Augustijnslei wordt gebruikt als expositieruimte.

### Wapenschild, vlag en logo
Het wapen is een verwijzing naar de Heren van Breda, de familie de Lailang en de Prins van Salm-Salm, heren van de heerlijkheid.
Aanvankelijk waren de Brasschaatse kleuren blauw en geel. Maar ze waren nooit officieel erkend. Het waren de kleuren van de belangrijkste familie: de Baillet. Het Koninklijk Besluit van 12 oktober 1979 stelde de kleuren vast op rood en wit. Drie banen van rood en wit en van rood, hoogte der verhouding 1, 3, 1, met op de witte baan het gemeentewapen.
Sinds medio 2005 heeft Brasschaat een nieuw officieel logo dat wordt gebruikt op alle officiële documenten.

## Sport

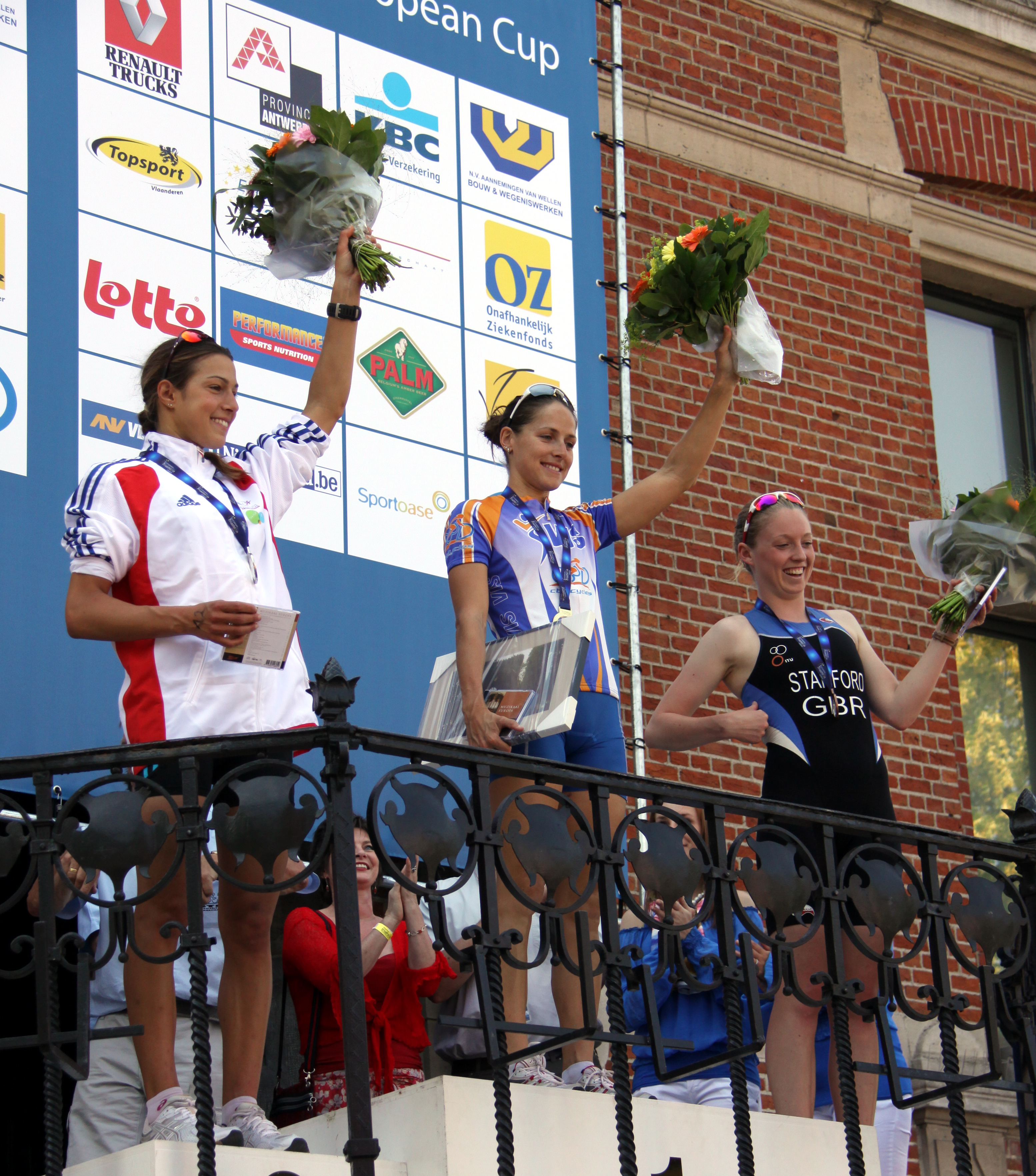
Premium European Cup Brasschaat 2010: Morel, Densham, Stanford.

In de gemeente speelt voetbalclub KFC Brasschaat, die aangesloten is bij de KBVB. De club speelde als ACV Brasschaat ruim anderhalf decennium in de nationale reeksen. Andere clubs uit de gemeente die bij de KBVB zijn aangesloten zijn KSOC Maria-ter-Heide, FC Excelsior Kaart en Mariaburg VK.
Hockeyclub en elfvoudig landskampioen KHC Dragons speelt zijn thuiswedstrijden sinds 1961 in Brasschaat.
In de gemeente bevindt zich de Brasschaat Open Golf & Country Club, tevens vindt er jaarlijks de Premium European Cup triathlon plaats.
Brasschaat was één keer etappeplaats in de wielerkoers Ronde van Frankrijk. In 1954 won de Nederlander Wout Wagtmans de in Amsterdam gestarte etappe.
Tot en met 2014 vond de jaarlijkse wielerwedstrijd 'De acht van Brasschaat' plaats in de gemeente. Sinds 2018 start deze klassieker door onder een nieuw concept: 'De Sportoase N8 van Brasschaat'
Tot 2001 was tussen de Elshoutbaan en het park een openluchtzwembad gevestigd, dit werd in 2004 gesloopt. Op dezelfde plek werd in 2006 in samenwerking met de gemeente Schoten het overdekte zwembad- en sportcomplex Sportoase Elshout geopend.

## Evenementen
- De dorpsdag met kraampjes en allerlei animatie vindt meestal plaats in een weekend begin september. De dorpsdag maakt deel uit van een feestweekend met de Kapittelloop en wielerwedstrijd N8 van Brasschaat.[13]
- The Day Before Tomorrow is een eendaags dancefestival dat in augustus plaatsvindt in het Gemeentepark. Op de tiende editie in 2023 waren er 18.000 bezoekers.[14]
- Klassiek in het park: een klassiek concert in de zomer in het Gemeentepark.[15]
- Antwerp Classic Car Event is een oldtimertreffen gecombineerd met tours op de Hemelweide in het park.[16]
- De paasfoor en septemberfoor vinden plaats op het Armand Reusensplein in het centrum en kleinere kermissen worden georganiseerd in de wijken Mariaburg, Kaart, Maria-ter-Heide en Bethanie.[17]
- 11 juliviering met optredens en vuurwerkshow.

## Bekende Brasschatenaren
- Ferdinand de Baillet Latour (1850-1925), politicus
- Carlo Heyman (1920-1994), hoogleraar
- Vaast Leysen (1921-2016), ondernemer, bankier en hoogleraar
- Gust Gils (1924-2002), dichter
- Daniël Cardon de Lichtbuer (1930-2022), ambtenaar en bankier
- Aimée De Smet (1938), omroepster en politica
- Raymond Bossaerts (1938-2020), (stem)acteur Kapitein Zeppos
- Jozef De Beenhouwer (1948), pianist, muziekpedagoog en musicoloog
- Reinhilde Decleir (1948-2022), actrice en regisseuse
- Christine Bols (1950), auteur
- Detty Verreydt (1950), auteur
- Carl Huybrechts (1951), sportjournalist, presentator, politicus
- Herman Lauwers (1953), politicus
- Frank Raes (1954), sportjournalist
- Luc Sevenhans (1954), politicus
- Ria Van Den Heuvel (1956), politicus
- Koen Geens (1958), politicus, advocaat en hoogleraar
- Dirk de Kort (1964), politicus
- Annetje Ottow (1965), hoogleraar
- Wim Geysen (1970), acteur en auteur
- Sam Gooris (1973), zanger
- Admiral Freebee (1975), zanger
- Peter Genyn (1976), paralympisch sporter
- Kelly Pfaff (1977), televisiefiguur, model
- Veerle Baetens (1978), actrice
- Stijn Van Haecke (1979), acteur
- Gill Swerts (1982), voetballer
- Robbie Haemhouts (1983), voetballer
- Laura Ponticorvo (1985), Nederlands-Italiaans mediapersoonlijkheid en youtuber
- Pieter Jacobs (1986), wielrenner
- Tom Meeusen (1988), veldrijder
- Janice Cayman (1988), voetbalster
- Oscar Willems (1990), acteur
- Wietse Bosmans (1991), veldrijder
- Stef Vanhaeren (1992), atleet
- Marie Verhulst (1995), actrice
- Renée Eykens (1996), atlete
- Mathias Bossaerts (1996), voetballer
- Viktor Verschaeve (1999), wielrenner
- Lotte De Clerck (1999), actrice en zangeres
- Zeno Van Den Bosch (2003), voetballer
- Matteo Dams (2004), voetballer
- Helena Heijens (2006), gymnast

## Zustersteden
- Bad Neuenahr-Ahrweiler (Duitsland), verbroederd sinds 1982
- Tarija (Bolivia), stedenband sinds 2003, steunend op drie pijlers: veiligheid en preventie, jeugd en sport, capaciteitsopbouw

## Trivia
- In november 2006 won Brasschaat de LivCom-Award 2006 voor de meest leefbare gemeente in de wereld.[18]
- Anno 2024 is in Brasschaat een van de twee operationele eenheden van de Belgische Civiele Bescherming gehuisvest.[19]

## Nabijgelegen kernen
Sint-Mariaburg, Donk, Schoten, Maria-ter-Heide, Kapellen, Ekeren